# Inmaculada Concepción (Iglesia de San Lorenzo, Sevilla)
La Inmaculada Concepción es una talla de 1630 obra de Jacinto Pimentel. Está ubicada en la Iglesia de San Lorenzo, en Sevilla (Andalucía, España).

## Historia
Antonio López de Valdés, inquisidor y canónigo de Valladolid, sufragó un retablo para la Iglesia de San Lorenzo por mediación de Francisco de la Torre Ayala, vecino de Sevilla. El contrato fue firmado el 10 de junio de 1630 con el escultor Jacinto Pimentel, el pintor Juan Sánchez de Castro (quien realizó las pinturas y el dorado del retablo) y los entalladores Bartolomé de la Puerta (quien ejecutó las trazas) y Blas de Castilla Noel (quien fungió como garante de la Puerta), corriendo la imagen de la Inmaculada a cargo de Pimentel. La autoría de la talla, así como del retablo en su conjunto, resultó desconocida durante años hasta que Heiliodo Sancho Corbacho hizo pública esta información en 1928.

## Descripción
La imagen, de bulto redondo y realizada en madera policromada, dorada y estofada, muestra a la Virgen con un aspecto juvenil, si bien la lozanía del rostro contrasta fuertemente con su rictus serio así como con la rigidez de las facciones, en las que sobresalen una boca pequeña de labios marcados y unos ojos entrecerrados. El cabello cae sobre los hombros dibujando leves ondulaciones a la vez que dota de iluminación al rostro debido a su policromía azabache. La rigidez de la cara se traslada al cuerpo, el cual presenta disposición frontal y un ligero contrapposto provocado por la flexión de la pierna derecha, único detalle que aporta viveza a una obra prácticamente hierática y falta de expresividad en su conjunto. Los brazos se hallan flexionados y las manos juntas en actitud orante, dejando patente un leve desplazamiento de clara influencia montañesina. Esta característica y la rigidez del rostro y la pose, unido a su frontalidad, hacen de esta talla una obra a medio camino entre las Inmaculadas de Gregorio Fernández y las de Montañés, aunque más cercana a este último debido a la disposición asimétrica de los ropajes, entre los que destacan un manto repleto de pliegues curvilíneos y una túnica con notables drapeados en las mangas, luciendo la imagen en general volúmenes compactos y cerrados. La Virgen se apoya en un escabel compuesto por una nube presidida por las cabezas de dos serafines alados y en cuyo extremo sobresalen los picos de una media luna, resaltando detrás de la cabeza una aureola de doce estrellas en referencia a las doce tribus de Israel, todo ello acorde a la doctrina impuesta por Francisco Pacheco, quien creó el esquema representativo de las imágenes concepcionistas siguiendo el modelo plasmado en el Apocalipsis: «... vestida de sol, con la luna bajo sus pies, y una corona de doce estrellas sobre su cabeza».